# برزنبروک
برزنبروک شهری در ایالت نیدرزاکسن است که در کشور آلمان واقع شده است و ۷۹۶۲ نفر جمعیت دارد.